# Club Almirante Brown
El Club Almirante Brown és un club de futbol argentí de San Justo, Buenos Aires. Va ser fundat el 17 de gener de 1922 i juga en la Primera "B" (torneig de tercera divisió del futbol argentí).

## Història
El club es va fundar per veïns de San Justo, Buenos Aires, amb el nom de Centro Atlético y Recreativo Almirante Brown, fent un homenatge a l'Almirante Brown Atletic Club, que havia paralitzat la seua vida institucional, i prenent els colors de Peñarol de Montevideo. El 1930 va ingressar a l'Associació Amateur de Futbol, però el 1935 començà a participar de les Lligues Independents.
El 1956 es va afiliar a l'Associació del Futbol Argentí i va participar de la Tercera Divisió d'Ascens. El 29 de juliol de 1967, després d'una Reforma d'Estatuts, prengué la seua nova denominació de Club Almirante Brown.

## Estadi
L'estadi del club és el Fragata Presidente Sarmiento, inaugurat el 14 de juny de 1969.

## Palmarès

### Tornejos nacionals
- Primera C (1): 1965
- Primera Divisió Amateur (actual Primera C) (1): 1956